# Vera Vauge
Vera Vauge, właśc. Barbara Jo Allen (ur. 2 września 1906 w Nowym Jorku, zm. 14 września 1974 w Santa Barbara) – amerykańska aktorka filmowa i telewizyjna.

## Wybrana filmografia
seriale
- 1953: General Electric Theater jako Pani Parkinson
- 1957: Maverick jako Pani Celia Mallaver
- 1960: Surfside 6 jako Elaine Bradford

film
- 1939: Kobiety jako Recepcjonistka
- 1941: Kiss the Boys Goodbye jako Myra Stanhope
- 1944: Lake Placid Serenade jako Hrabina
- 1950: Nursie Behave jako Vera Vague
- 1956: Płeć przeciwna jako Dolly DeHaven

## Wyróżnienia
Posiada dwie gwiazdy na Hollywoodzkiej Alei Gwiazd.